# Cantone di Collobrières
Il Cantone di Collobrières era una divisione amministrativa dell'arrondissement di Tolone.
È stato soppresso a seguito della riforma complessiva dei cantoni del 2014, che è entrata in vigore con le elezioni dipartimentali del 2015.
Comprendeva i comuni di:
- Bormes-les-Mimosas
- Collobrières
- Le Lavandou